# Ziff Davis
Ziff Davis (kurz ZD) ist ein US-amerikanisches Medienunternehmen. Es publiziert diverse Zeitschriften und betreibt Internetangebote, beides vorwiegend aus den Themenbereichen Informationstechnologie und Videospiele. Ziff Davis Media betrieb 2008 noch 15 Websites und gab 3 Magazine heraus, darüber hinaus wurden Veranstaltungen und Direktmarketingaktionen durchgeführt. Die Publikationen und Websites wurden in 45 Ländern und in 13 Sprachen vermarktet, sie erreichten ein Publikum von rund 26 Millionen Nutzern.
Der Hauptsitz befindet sich in New York City, Niederlassungen und Testlabore in San Francisco und Woburn (Massachusetts). Konzernführend ist die Ziff Davis Holdings Inc., größtes Teilunternehmen ist die Ziff Davis Media Inc.

## Geschichte
Das Unternehmen wurde von William B. Ziff senior (1898–1953) und Bernard G. Davis (1906–1972) 1927 in Chicago gegründet. Ursprünglich und während des längsten Zeitraums der Unternehmensgeschichte brachte das Unternehmen Hobbymagazine für werbekundenträchtige Märkte heraus, z. B. für Autos, Fotografie und bereits seit den 1950er Jahren auch für Elektronik.
Aufgrund hoher Verschuldung meldete Ziff Davis Media Inc. im Rahmen einer umfassenden Restrukturierung am 5. März 2008 die Eröffnung des Insolvenzverfahrens nach Chapter 11 des United States Code an, unter Weiterführung der Geschäftsaktivitäten.
Im Juni 2010 wurde bekannt, dass der ehemalige Time-Manager Vivek Shah und die Bostoner Kapitalbeteiligungsgesellschaft Great Hill Partners den Verlag für einen ungenannten Preis erwarben.

### Computerzeitschriftensektor
Seit 1980 spezialisierte sich Ziff Davis vorwiegend auf Computerzeitschriften sowie Internetmagazine und wuchs zu einem der größten Verlage in diesem Bereich. Von den eingeführten Magazin-Marken wurden im Lauf der Zeit zahlreiche Websites abgeleitet. 1989 gründete Ziff Davis die Sparte ZiffNet, die später zum Internetangebot ZDNet wurde. Mit der ausgehenden Dotcom-Blase im Jahr 2000 wurde ZDNet an das Medienunternehmen CNET Networks Inc. veräußert. Der Kaufpreis soll rund 1,6 Milliarden US-Dollar betragen haben.
In Deutschland bekannte Publikationen von Ziff Davis waren PC Professionell und das 1995 zunächst unter dem Titel pl@net gestartete Magazin Internet Professionell. Der Verlagsbereich wurde 1999 an das US-amerikanische Investmenthaus Willis Stein und Partners und von diesem 2000 weiter an den Medienkonzern VNU, später an 3i veräußert. Beide Zeitschriften wurden eingestellt.

### Rundfunksektor
Seit Mitte der 1970er Jahre betrieb Ziff Davis verschiedene Rundfunkangebote, erst unter dem Namen ZDTV, später TechTV. Diese Sparte wurde 2001 an die Beteiligungsgesellschaft Vulcan Ventures des Microsoft-Mitbegründers Paul Allen veräußert. Im Sommer 2007 verkaufte ZD den Geschäftsbereich Enterprise für 160 Millionen US-Dollar an den Finanzinvestor Insight Venture Partners.
1994 erwarb der japanische Unternehmer Masayoshi Son (Gründer und CEO von SoftBank) für rund 200 Millionen US-Dollar zunächst die Kontrolle über die Ziff Davis tradeshows, 1995 erwarb er das zunächst an einen Finanzinvestor gegangene restliche Unternehmen komplett für über 2 Milliarden US-Dollar.